# Syagrus sancona
Syagrus sancona là loài thực vật có hoa thuộc họ Arecaceae. Loài này được (Kunth) H.Karst. miêu tả khoa học đầu tiên năm 1856.